# Emma Coburn
Emma Jane Coburn (Boulder, 19 ottobre 1990) è una siepista statunitense, campionessa mondiale a Londra 2017.

## Biografia
Nata in Colorado, ha ottenuto il suo primo risultato di rilievo nel 2008 arrivando seconda nei 2000 m siepi al Nike Outdoor Nationals Track and Field Championships. Ha continuato a gareggiare a livello universitario con i colori dell'Università del Colorado a Boulder ottenendo il secondo posto nei 3000 metri siepi ai campionati NCAA. Ha partecipato ai Mondiali di Taegu 2011, dove ha ottenuto l'8º posto in finale.
Nel 2012 si è qualificata per i Giochi olimpici di Londra vincendo i trials statunitensi con il suo record personale di 9'25"28. Si è poi classificata all'8º posto nella finale olimpica, abbassando ulteriormente il suo personale a 9'23"54. Nel 2013 non ha partecipato ai Mondiali di Mosca a causa di un infortunio alla schiena.
Ai Giochi olimpici di Rio de Janeiro 2016 ha vinto la medaglia di bronzo, facendo inoltre segnare il nuovo record nord-centroamericano e caraibico con 9'07"63, mentre ai Mondiali di Londra 2017 si laurea a sorpresa campionessa con il nuovo record continentale di 9'02"58.

## Palmarès
| Anno | Manifestazione    | Sede           | Evento          | Risultato | Prestazione | Note                                                |
| ---- | ----------------- | -------------- | --------------- | --------- | ----------- | --------------------------------------------------- |
| 2011 | Mondiali          | Taegu          | 3000 m siepi    | 8ª        | 9'51"40     |                                                     |
| 2012 | Giochi olimpici   | Londra         | 3000 m siepi    | 8ª        | 9'23"54     | Miglior prestazione personale                       |
| 2015 | Mondiali          | Pechino        | 3000 m siepi    | 5ª        | 9'21"78     |                                                     |
| 2016 | Giochi olimpici   | Rio de Janeiro | 3000 m siepi    | Bronzo    | 9'07"63     | Record nord-centroamericano                         |
| 2017 | Mondiali          | Londra         | 3000 m siepi    | Oro       | 9'02"58     | Record dei campionati · Record nord-centroamericano |
| 2019 | Mondiali          | Doha           | 3000 m siepi    | Argento   | 9'02"35     | Miglior prestazione personale                       |
| 2021 | Giochi olimpici   | Tokyo          | 3000 m siepi    | Finale    | dq          |                                                     |
| 2022 | Mondiali          | Eugene         | 3000 m siepi    | 8ª        | 9'16"49     |                                                     |
| 2023 | Mondiali di cross | Bathurst       | Staffetta mista | 5ª        | 24'32"      |                                                     |
| 2023 | Mondiali          | Budapest       | 3000 m siepi    | Batteria  | 9'41"52     |                                                     |